# 손정혜
손정혜(孫貞惠, 1982년 11월 1일 ~ )는 대한민국의 변호사이다.

## 학력
- 경희대학교 법과대학

## 경력
- 제47회 사법시험 합격
- 사법연수원 37기 수료
- 2008년 ~ 천주교인권위원회 위원
- 2009년 ~ 한국가정법률상담소 백인변호사단
- 대한변호사협회 청년변호사특별위원회 학술분과위원회 부위원장
- 2013년 서울지방변호사회 인권이사
- 2014년 대한변호사협회 이사
- 2014년 ~ 서울가정법원 화해권고위원
- 2014년 ~ 청소년폭력예방재단 감사
- 한국여성변호사회 공보이사
- 비앤아이 법률사무소 공동대표변호사
- 법무법인 혜명 변호사
- TV조선 선거방송기획단 자문단 자문위원

## 방송
- 《무한도전》 (MBC, 2010년)